# Agathia defecta
Agathia defecta är en fjärilsart som beskrevs av Louis Beethoven Prout 1913. Agathia defecta ingår i släktet Agathia och familjen mätare. Inga underarter finns listade i Catalogue of Life.